# Diónysos Keratéas
Diónysos Keratéas (Dionysos, Dionysos Kerateas) är en ort i Grekland.   Den ligger i prefekturen Nomarchía Anatolikís Attikís och regionen Attika, i den sydöstra delen av landet, 30 km sydost om huvudstaden Aten. Diónysos Keratéas ligger 244 meter över havet och antalet invånare är 195.
Terrängen runt Diónysos Keratéas är kuperad åt nordväst, men åt sydost är den platt. Havet är nära Diónysos Keratéas åt nordost.  Närmaste större samhälle är Keratéa, 4,9 km sydväst om Diónysos Keratéas. 